# Perigramma albivena
Perigramma albivena là một loài bướm đêm trong họ Geometridae.